# Manzil Bu Rukajba
Manzil Bu Rukajba (arab. منزل بورقيبة; fr. Menzel Bourgiba) – miasto w Tunezji, w gubernatorstwie Bizerta. Położone pomiędzy jeziorami Bizerta i Aszkal. W 2014 roku miasto liczyło 54 536 mieszkańców.